# Uniqa Insurance Group
Uniqa Insurance Group AG ("UNIQA") er et østrigsk forsikringsselskab. I 2019 var omsætningen på 5,372 mia. euro, og der var 13.038 ansatte. Der er omkring 40 datterselskaber på de primære markeder i Østrig, Centraleuropa og Østeuropa i 22 lande med ca. 10,5 mio. kunder. Virksomhedens hovedkvarter er i Uniqa Tower i Wien, og selskabet er børsnoteret på Wiener Börse. Uniqa blev etableret i 1999.